# Heinrichiessa
Heinrichiessa is een geslacht van vlinders van de familie snuitmotten (Pyralidae), uit de onderfamilie Phycitinae.

## Soorten
- H. brunnella Neunzig & Dow, 1993
- H. sanpetella Neunzig, 1990